# ルネ・シェレール
ルネ・シェレール（René Schérer; 1922年11月25日 - 2023年2月1日
）は、フランスの哲学者。パリ第八大学の名誉教授であり、とりわけ、シャルル・フーリエの研究者として彼の『愛の新世界』に基づいて著された歓待論の古典『歓待のユートピア』、およびジル・ドゥルーズの概念を援用してフーリエの世界を描いた『ノマドのユートピア』で知られる。

## 経歴・業績
ルネ・シェレールは1922年11月25日、チュール（フランス中央部ヌーヴェル＝アキテーヌ地域圏コレーズ県）に生まれた。ルネの兄はヌーヴェルヴァーグを代表する映画監督エリック・ロメール（本名ジャン＝マリ・モリス・シェレール）である。
チュールのエドモン＝ペリエ高校を卒業した後、高等師範学校に学び、パリ大学で博士号を取得した。
最初はフッサール、カント、ヘーゲル、マックス・シュティルナーなどのドイツ哲学、とりわけ、フッサールやハイデガーの現象学を中心に研究を進め、仏訳書を出版した。最初の書著は『フッサール ― 生涯と作品』(1964、未訳) である。
1967年にシモーヌ・ドゥブーにより初めて公刊されたシャルル・フーリエの『愛の新世界』がその後のシェレールの研究を方向づけた。権威主義的な既成秩序に抗議する学生運動に端を発した1968年の五月革命（Mai 68）の頃には、当時の多くの学生と同様にシェレールもマルクス主義に傾倒したが、文明により抑圧された情念の解放に来るべきユートビアを見出すフーリエの思想もまた、当時の学生たちにあって「ある種の共鳴現象を起こした」。シェレールは「マルクスの作品に欠けているもの、片隅に追いやられたもの、それがフーリエの作品の中心にある。すなわち、情念であり、欲望である」と考えた。
翌1969年には、五月革命の精神を受け継ぐ新しい高等教育機関、すべての人に開かれた大学として設立されたヴァンセンヌ大学 (CUEV)（現パリ第8大学）にミシェル・フーコー、ジル・ドゥルーズ、フランソワ・シャトレ、ジャン＝フランソワ・リオタール、ジャック・ランシエールらとともに参加し、新しい学問分野（学部）を設置した。
さらに、1971年には、ギィー・オッカンガム、クリスティーヌ・デルフィ、フランソワーズ・ドボンヌ、ダニエル・ゲラン、ピエール・アーン、ローラン・ディスポ、エレーヌ・アゼラ、ジャン・ル・ビトゥー、パトリック・シャンドレールらとともにLGBT運動の発端となった同性愛革命行動戦線(FHAR) を結成した。

## 思想
ジル・ドルーズらによって提起された概念「ノマド」は「国家や社会や集団のなかで与えられる固定した地位や役割を拒否し、中心的・求心的な権力や権威からたえず逃走するような生のあり方」を表わす。ルネ・シェレールは、この概念をあらゆる情念を解放するフーリエのユートピアの概念に結びつけることで、自己を開いて他者を受容する歓待、他者のたえざる歓待によって固定した自己同一性を超えてゆく歓待―ノマディズムの思想として展開した。

## 著書
- Husserl, sa vie, son œuvre (フッサール ― 生涯と作品) (アリオン・ロタール・ケルケルとの共著), Paris, PUF, 1964.
- Structure et fondement de la communication humaine (人間のコミュニケーションの構造と基盤), Paris, SEDES, 1966.
- La Phénoménologie des "Recherches logiques" de Husserl (フッサールの「論理学研究」の現象学), Paris, PUF, 1967.
- Charles Fourier ou la Contestation globale (シャルル・フーリエ ― グローバルな論争), Paris, Seghers, 1970; 新版 1996.
- Philosophies de la communication (コミュニケーションの哲学), SEES, 1971.
- Charles Fourier, l'ordre subversif (シャルル・フーリエ ― 秩序破壊的秩序) (ジャン・ゴレとの共著), Paris, Aubier, 1972.
- Heidegger ou l’expérience de la pensée (ハイデガー ― 思想の実験) (アリオン・ロタール・ケルケルとの共著), Paris, Seghers, 1973.
- Émile perverti ou Des rapports entre l’éducation et la sexualité (堕落したエミール ― 教育とセクシュアリティの関係), Paris, Laffont, 1974 ; 新版 Désordres-Laurence Viallet, 2006.
- Co-ire. Album systématique de l'enfance (コ-イール ― 子供の体系的アルバム) (ギィー・オッカンガムとの共著), revue Recherches, no 22, 1976.
- Une érotique puerile (子供っぽくエロティックな), Paris, Galilée, 1978.
- L’Emprise. Des enfants entre nous (影響 ― われわれのなかの子供たち), Paris, Hachette, 1979.
- L’Âme atomique. Pour une esthétique d’ère nucléaire (原子の魂 ― 核時代に美学のために) (ギィー・オッカンガムとの共著), Paris, Albin Michel, 1986.
- Pari sur l’impossible. Études fouriéristes (不可能なことに賭ける ― フーリエ主義研究), Saint-Denis, Presses universitaires de Vincennes, 1989.
- Zeus hospitalier. Éloge de l’hospitalité, Paris, Armand Colin, 1993; 新版 Paris, La Table ronde, 2005.
  - 『歓待のユートピア ― 歓待神(ゼウス)礼讃』安川慶治訳, 現代企画室, 1996
- Utopies nomades. En attendant 2002, Paris, Séguier, 1998; 新版 Les presses du réel, 2009.
  - 『ノマドのユートピア ― 2002年を待ちながら』杉村昌昭訳, 松籟社, 1998
- Regards sur Deleuze, Paris, Kimé, 1998.
  - 『ドゥルーズへのまなざし』篠原洋治訳, 筑摩書房, 2003
- Un parcours critique : 1957–2000 (批判を振り返る 1957–2000 ), Paris, Kimé, 2000.
- L’Écosophie de Charles Fourier (シャルル・フーリエのエコソフィー), Paris, Economica, 2001.
- Enfantines (子供らしさ), Paris, Anthropos, 2002.
- Hospitalités (歓待), Paris, Anthropos, 2004.
- Vers une enfance majeure (成年に達した子供の頃に), Paris, La Fabrique, 2006.
- Passages pasoliniens (パゾリーニのパッセージ) (ジョルジオ・パッソローネとの共著), Villeneuve-d'Ascq, Presses universitaires du Septentrion, 2006.
- Après tout. Entretiens sur une vie intellectuelle (結局 ― 知的人生についての対談) (ジョフロワ・ド・ラガヌリーとの対談), Paris, Cartouche, 2007.
- Pour un nouvel anarchism (新たなアナキズムのために), Paris, Cartouche, 2008.
- Nourritures anarchistes. L’anarchisme explosé (アナキズムの糧 ― 爆発したアナキズム), Paris, Hermann, 2009.
- Petit alphabet impertinent (無礼な初歩), Paris, Hermann, coll. « Hermann Philosophie », 2014.
- En quête de réel. Réflexions sur le droit de punir, le fouriérisme et quelques autres themes (実在の探求 ― 罰する権利に関する考察、フーリエ主義、その他のテーマ) (トニー・フェリとの対談), Paris, L'Harmattan, 2014.
- Fouriériste aujourd'hui (現代のフーリエ主義) (ヤニック・ボーバシー監修), Tulle, Éditions Mille Sources, 2017.

ルネ・シェレールの研究書
- Maxime Foerster, Penser le désir : À propos de René Schérer, éditions H&O, 2007
  - マキシム・フェルステル著『欲望の思考 ― ルネ・シェレール入門』関修訳, 富士書店, 2009

## 参考資料
- マキシム・フェルステル著『欲望の思考 ― ルネ・シェレール入門』関修訳, 富士書店, 2009
- 篠原洋治. 『愛の新世界』への誘い. 『藝文研究』（慶應義塾大学藝文学会）Vol. 94, pp. 253(114)-269(98), 2013-4-19
- Les Lettres françaises, foliotées de I à XVI dans l’Humanité du 6 novembre 2010. (ルネ・シェレールのインタビュー; 2010年11月6日付『リュマニテ』紙掲載)